# Region Surselva
Region Surselva (niem. Region Surselva) – jednostka administracyjna w Szwajcarii, w kantonie Gryzonia. Powstała 1 stycznia 2016. Powierzchnia regionu wynosi 1373,55 km², zamieszkany jest przez 21 507 osób (31 grudnia 2022). Siedziba administracyjna regionu znajduje się w miejscowości Ilanz/Glion. 

## Gminy
W skład regionu wchodzi 15 gmin: 
| Gminy regionu Surselva | Gminy regionu Surselva | Gminy regionu Surselva    | Gminy regionu Surselva | Gminy regionu Surselva |
| Herb                   | Nazwa gminy            | Ludność (31 grudnia 2020) | Powierzchnia km²       |                        |
| ---------------------- | ---------------------- | ------------------------- | ---------------------- | ---------------------- |
| Breil/Brigels          | Breil/Brigels          | 1 731                     | 96,58                  |                        |
| Disentis/Mustér        | Disentis/Mustér        | 2 009                     | 90,99                  |                        |
| Falera                 | Falera                 | 625                       | 22,36                  |                        |
| Ilanz/Glion            | Ilanz/Glion            | 4 797                     | 133,48                 |                        |
| Laax                   | Laax                   | 1 974                     | 31,71                  |                        |
| Lumnezia               | Lumnezia               | 1 996                     | 165,48                 |                        |
| Medel (Lucmagn)        | Medel (Lucmagn)        | 344                       | 136,22                 |                        |
| Obersaxen Mundaun      | Obersaxen Mundaun      | 1 164                     | 70,36                  |                        |
| Safiental              | Safiental              | 937                       | 151,42                 |                        |
| Sagogn                 | Sagogn                 | 736                       | 6,92                   |                        |
| Schluein               | Schluein               | 611                       | 4,79                   |                        |
| Sumvitg                | Sumvitg                | 1 104                     | 101,88                 |                        |
| Trun                   | Trun                   | 1 161                     | 51,90                  |                        |
| Tujetsch               | Tujetsch               | 1 183                     | 133,91                 |                        |
| Vals                   | Vals                   | 946                       | 175,56                 |                        |

## Zmiany administracyjne
- 1 stycznia 2002
  - utworzenie gminy Suraua z gmin Camuns, Surcasti, Tersnaus i Uors-Peiden
- 1 stycznia 2009
  - przyłączenie gmin Flond i Surcuolm do gminy Mundaun
- 1 stycznia 2012
  - przyłączenie gminy Schlans do gminy Trun
- 1 stycznia 2013
  - utworzenie gminy Lumnezia z gmin Cumbel, Degen, Lumbrein, Morissen, Suraua, Vignogn, Vella i Vrin
  - utworzenie gminy Safiental z gmin Valendas, Versam, Safien i Tenna
- 1 stycznia 2014
  - utworzenie gminy Ilanz/Glion z gmin Castrisch, Duvin, Ladir, Luven, Pigniu, Pitasch, Riein, Rueun, Ruschein, Schnaus, Sevgein i Siat
- 1 stycznia 2015
  - przyłączenie gminy St. Martin do gminy Vals
- 1 stycznia 2016
  - utworzenie gminy Obersaxen Mundaun z gmin Obersaxen i Mundaun
- 1 stycznia 2018
  - przyłączenie gmin Andiast i Waltensburg/Vuorz do gminy Breil/Brigels